# Medvědí soutěska

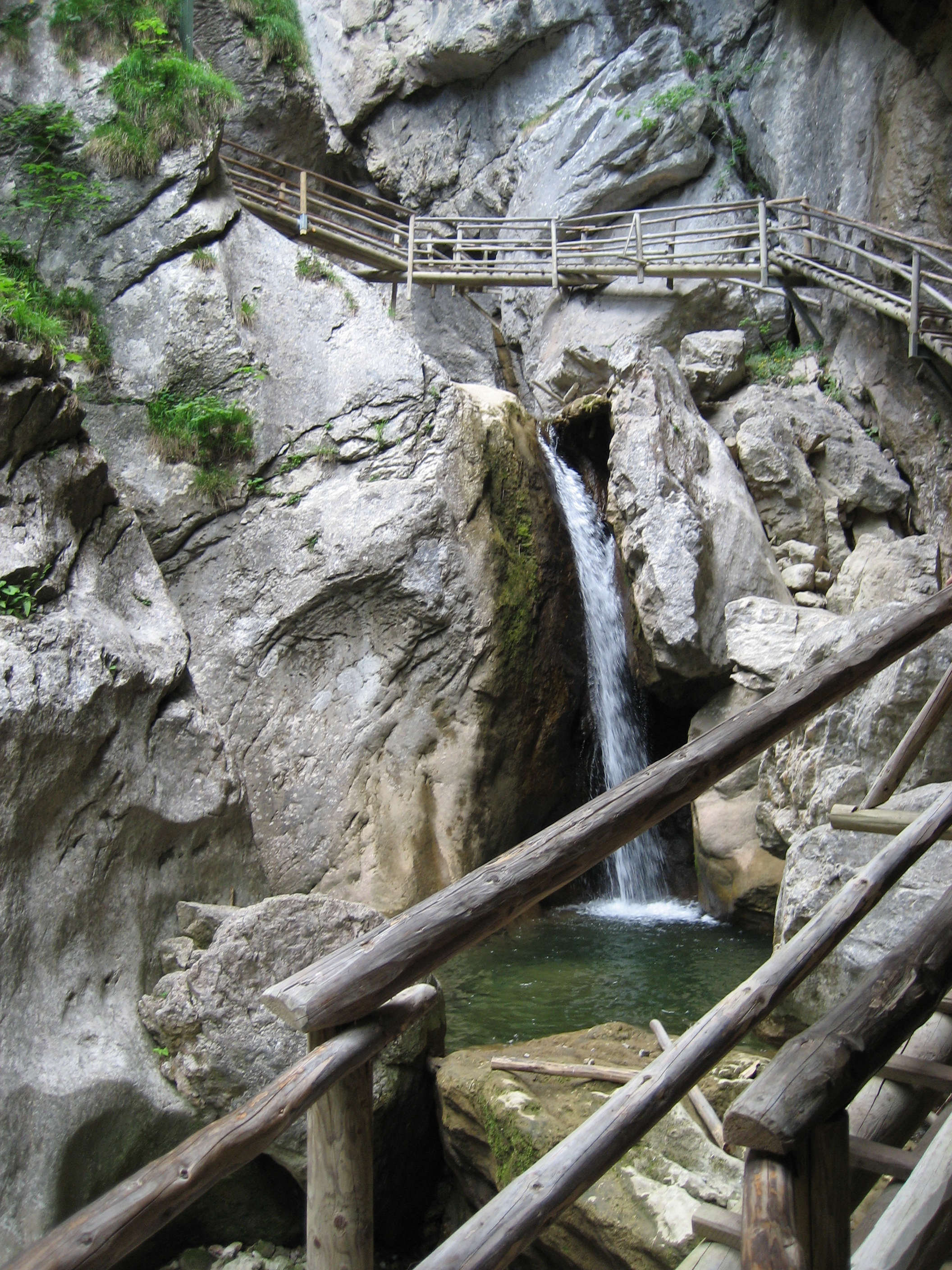
Medvědí soutěska

Medvědí soutěska (německy „Bärenschützklamm“) je kamenitá rokle v rakouské spolkové zemi Štýrsko. Roku 1978 byla prohlášena za chráněnou přírodní památku. Je to oblíbená turistická lokalita, východištěm je zpravidla obec Mixnitz.
Název Medvědí soutěska (německy „Bärenschützklamm“) nemá pravděpodobně nic společného s medvědy, slovo patrně pochází z nějakého slovanského nesrozumitelného slova, snad *pršica, a dnešní podoby nabylo lidovou etymologií. Trasa výstupu je jednosměrná.